# Port lotniczy Malolo Lailai
Port lotniczy Malolo Lailai (IATA: PTF, ICAO: NFFO) – port lotniczy położony na wyspie Malolo Lailai, należącej do Fidżi.